# 카야맛 세 카야맛 탁
카야맛 세 카야맛 탁(Qayamat Se Qayamat Tak)은 인도에서 제작된 만수르 칸 감독의 1988년 액션, 드라마, 뮤지컬, 멜로/로맨스 영화이다. 아미르 칸 등이 주연으로 출연하였고 나시르 후세인 등이 제작에 참여하였다.

## 출연

### 주연
- 아미르 칸
- 주히 초울라

### 조연
- 코가 카푸르
- 달립 타힐
- 라빈드라 카푸르
- 아샤 샤르마
- 아록 나스
- 라젠드라나스 줏시
- 비나 바네르지
- 리마 라구
- 아메드 칸
- 아르준
- 마크란드 데쉬판데
- 야틴 카르예카르
- 임란 칸

## 제작진
- 각색: 나시르 후세인
- 의상: 소니아